# William David Ross
William David Ross (1877-1971) est un philosophe britannique. Son œuvre la plus connue est The Right and the Good (1930), et il est peut-être surtout connu pour avoir développé une forme pluraliste et déontologique d'éthique intuitionniste en réponse à la forme conséquentialiste d'intuitionnisme de G.E. Moore. Ross a également édité et traduit de manière critique un certain nombre d'œuvres d'Aristote, en plus d'écrire sur la philosophie grecque.

## Œuvres choisies
- 1908 : Nicomachean Ethics. Traduit par W. D. Ross. Oxford: Clarendon Press.
- 1923 : Aristotle (dans Internet Archive)
- 1924 : Aristotle's Metaphysics
- 1927 : « The Basis of Objective Judgments in Ethics », International Journal of Ethics, 37:113–127.
- 1930 : The Right and the Good
- 1936 : Aristotle's Physics
- 1939 : Foundations of Ethics
- 1949 : Aristotle's Prior and Posterior Analytics
- 1951 : Plato's Theory of Ideas
- 1954 : Kant's Ethical Theory